# Guardaflanco

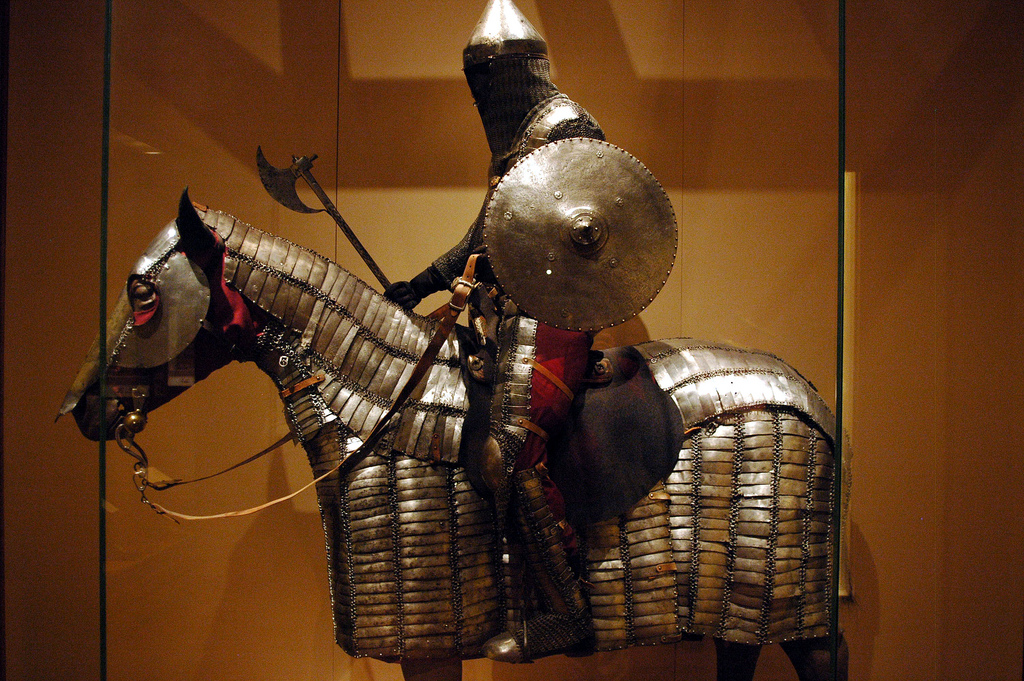
Caballo con guardaflancos de escamas metálicas

Se llama guardaflanco a una pieza de la armadura del caballo que cubría sus flancos. 
Solía ser de cuero curado o a veces, de tiras de piel o telas cubiertas de escamas de acero pendientes por ambos lados de la silla. Los primeros daban vuelta por debajo del vientre del caballo asegurándose con correas; los segundos quedaban colgando siendo bastante largos. 